# Garden of Remembrance
Le Garden of Remembrance (Jardin du Souvenir) est un jardin à Dublin en mémoire de ceux qui ont perdu la vie pour l'indépendance de l'Irlande. Il célèbre en particulier les victimes de la guerre d'indépendance, mais aussi les morts d'autres conflits qui ont permis à l'Irlande d'accéder à son statut actuel : les révoltes de 1798 et 1803, la révolte des Jeunes Irlandais, le soulèvement des Fenian dans les années 1860 et le soulèvement de Pâques 1916. La guerre civile n'est généralement pas commémorée ici, puisque cette guerre reste un sujet délicat politiquement. De même, les membres de l'IRA tués après 1923 ne sont pas commémorés ici.

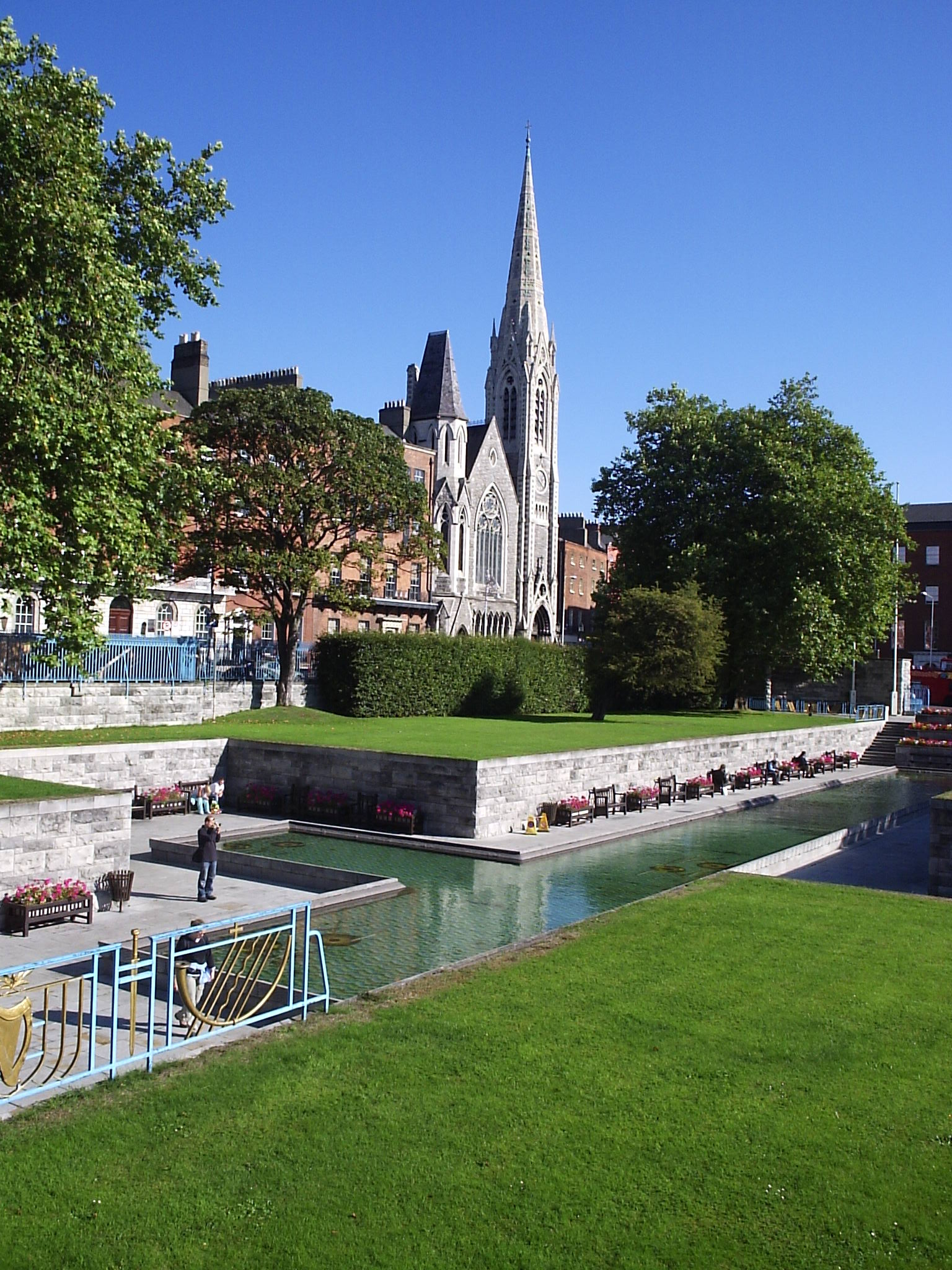
Garden of Remembrance.
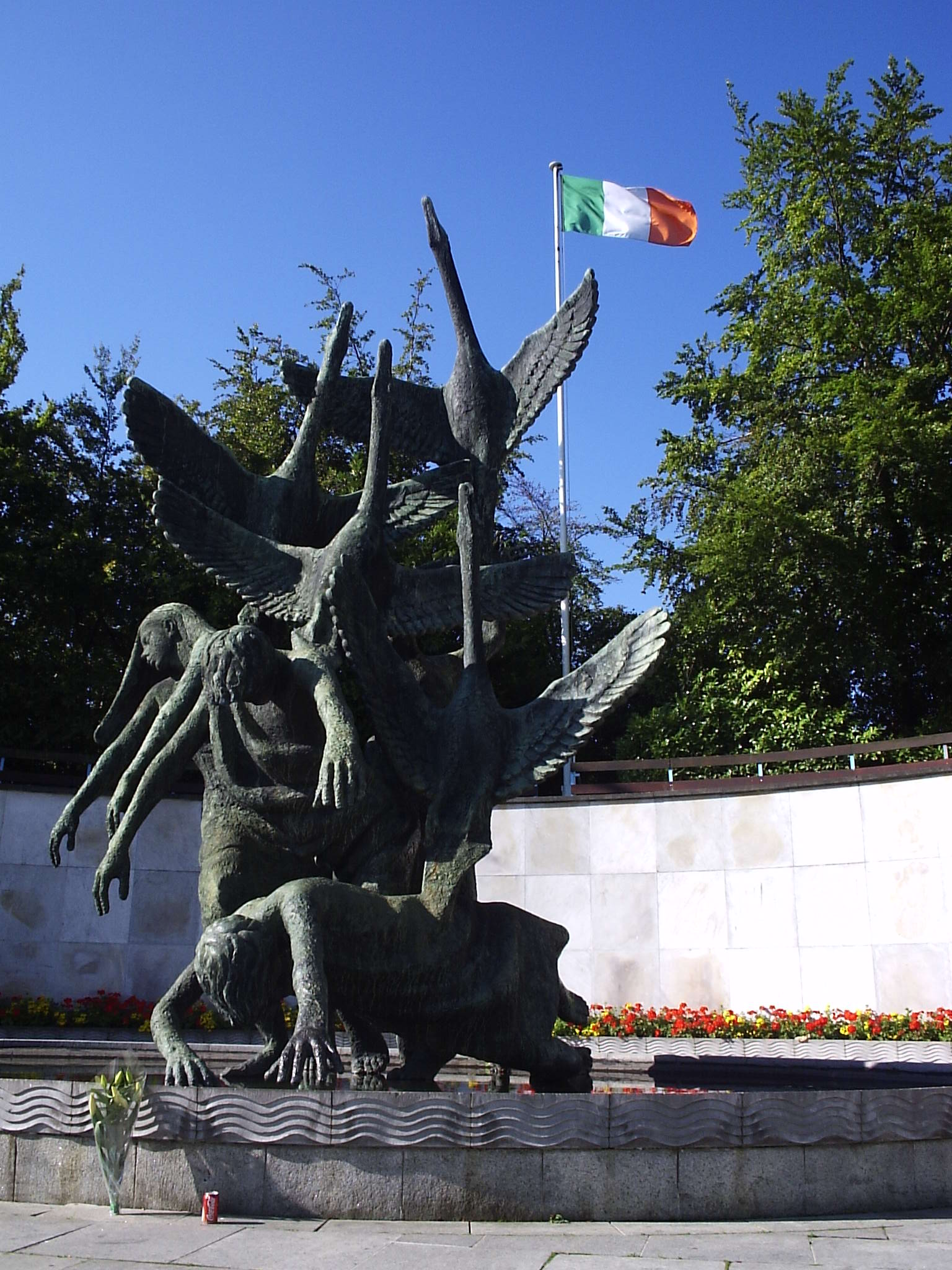
The Children of Lir.
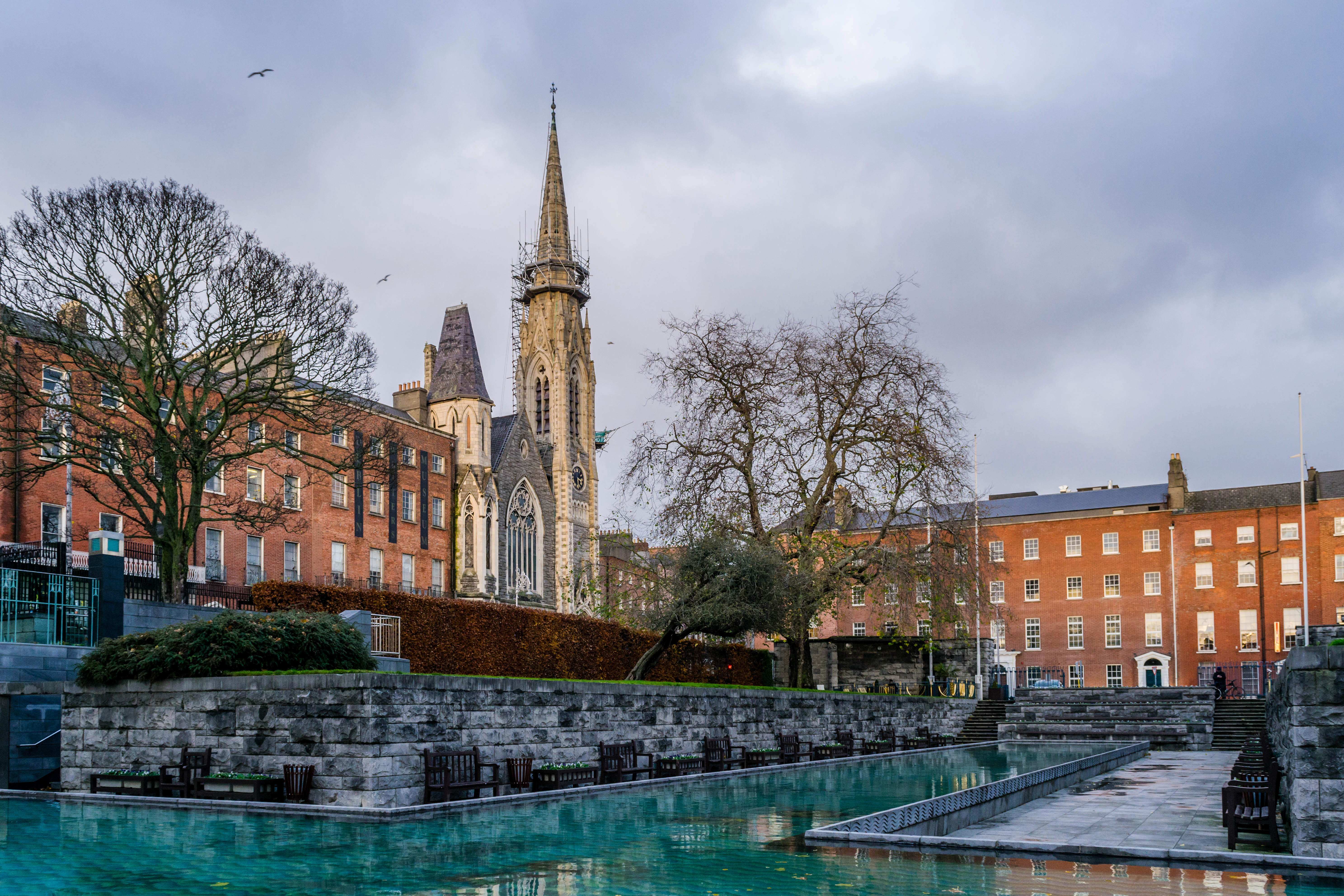
Dans le jardin. Novembre 2019.

Ce jardin, conçu par Dáithí Hanly fut inauguré en 1966 par le Président Éamon de Valera lors du cinquantième anniversaire du soulèvement de 1916. La forme générale est une croix puisqu'un bassin, lui aussi en forme de croix, compose la majeure partie du jardin. Ce bassin est dominé par une sculpture appelé The Children of Lir réalisé par Oisin Kelly. 